# Alopochen aegyptiaca
Alopochen aegyptiaca, còn gọi là ngỗng Ai Cập (theo tên tiếng Anh Egyptian goose), là một loài chim trong họ Vịt. Chúng thường sống ở vùng Nam châu Phi, gồm sa mạc Sahara và thung lũng sông Nile.

## Hình ảnh

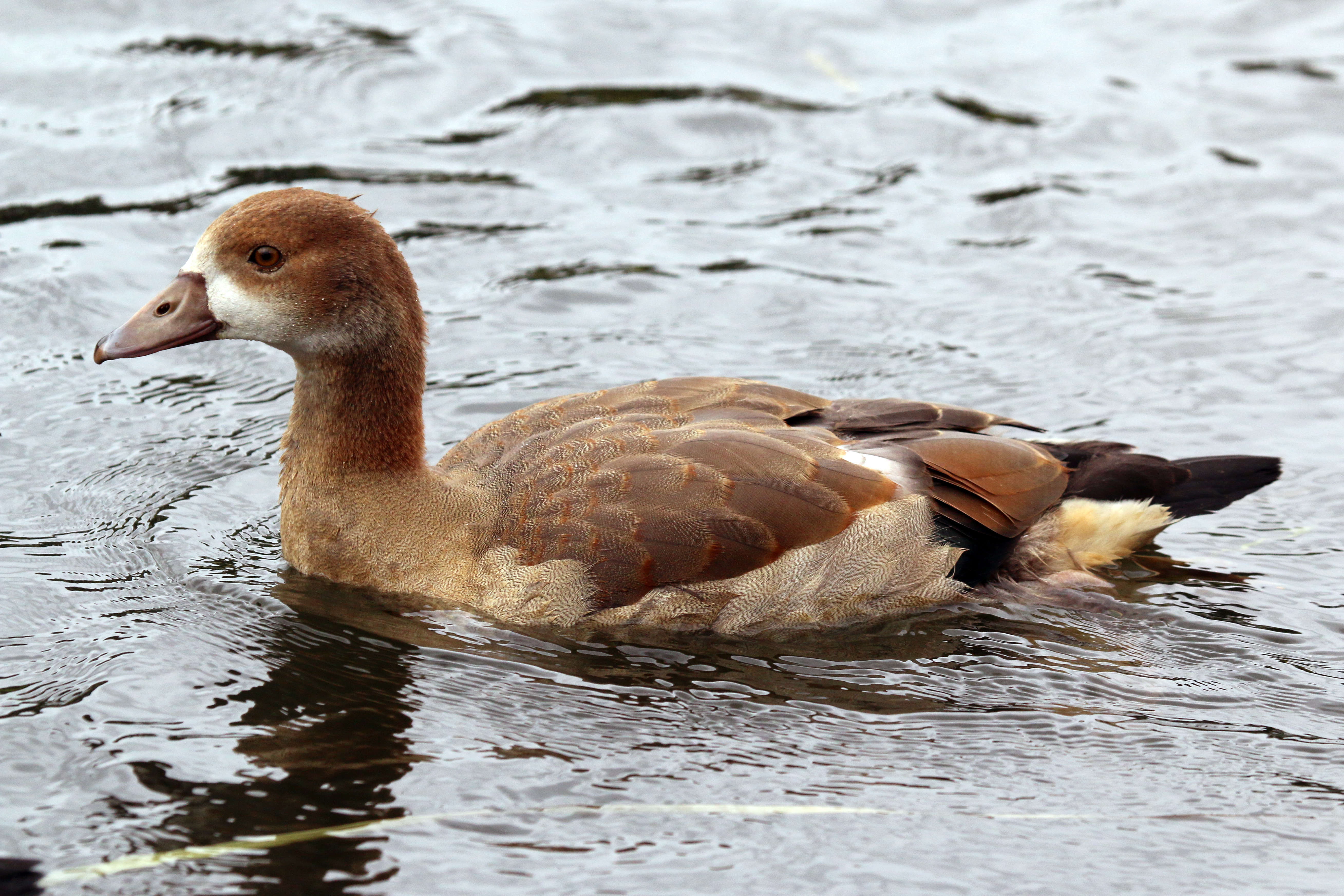
Juvenile, Norfolk, Anh
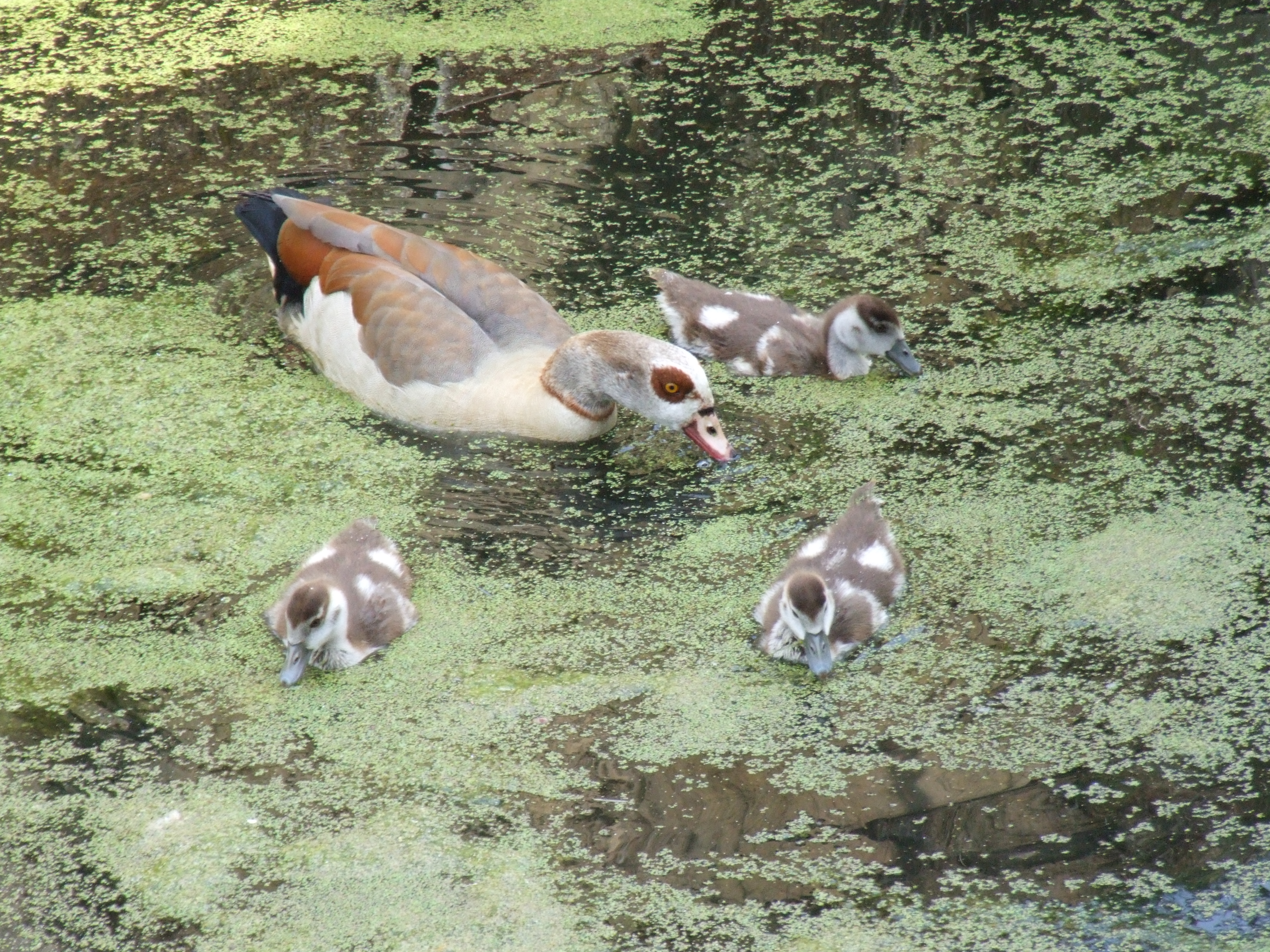
Parent and goslings
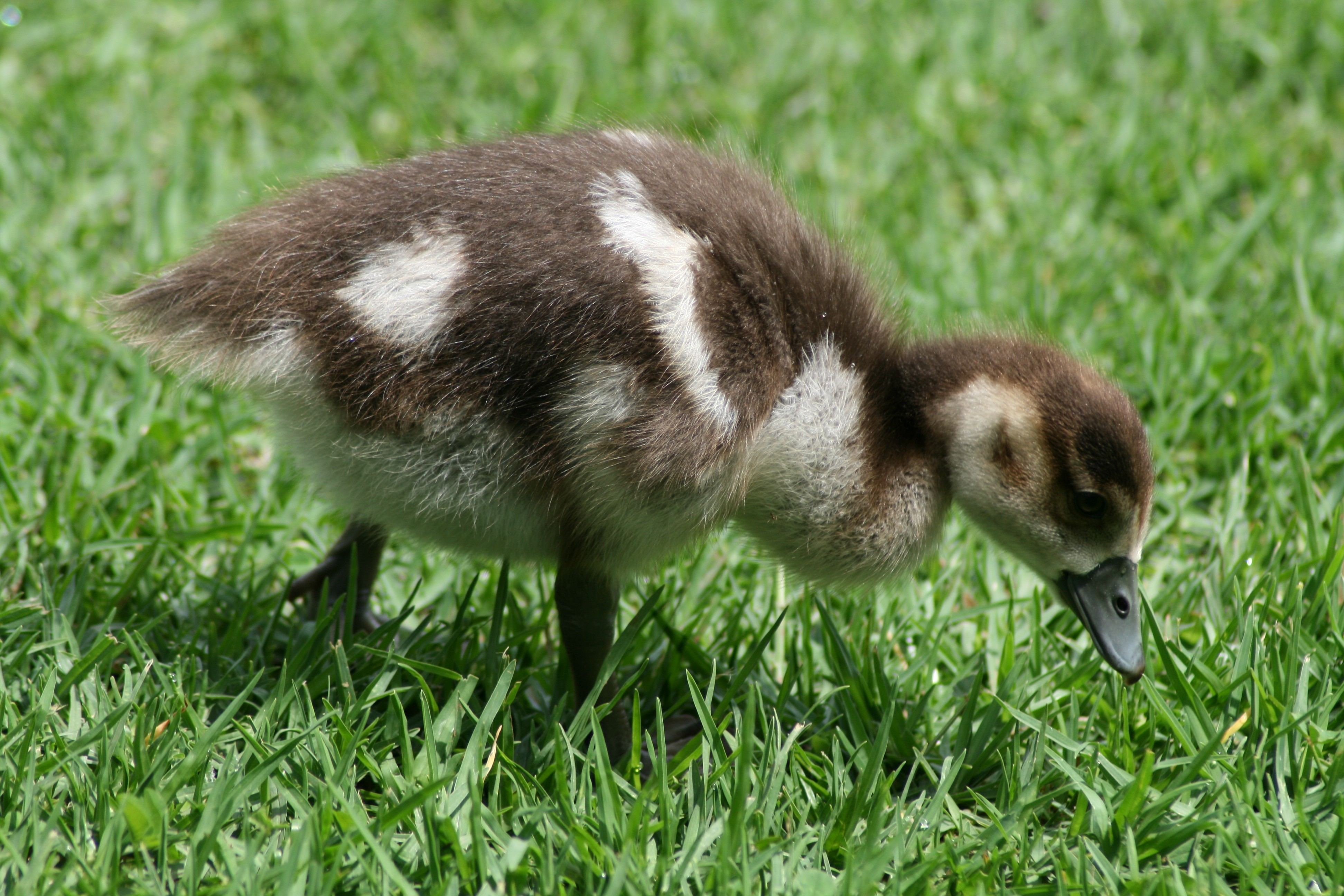
Gosling
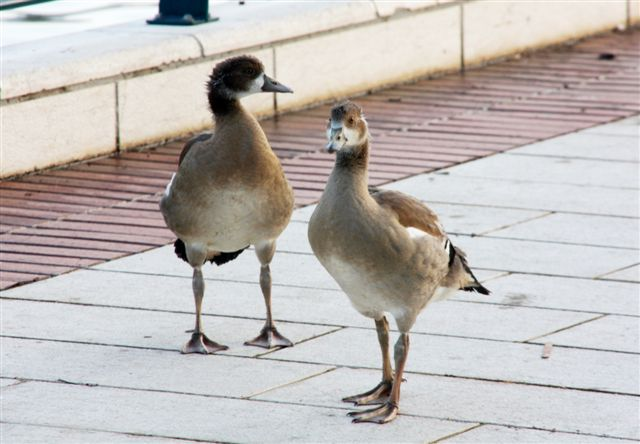
Immature birds
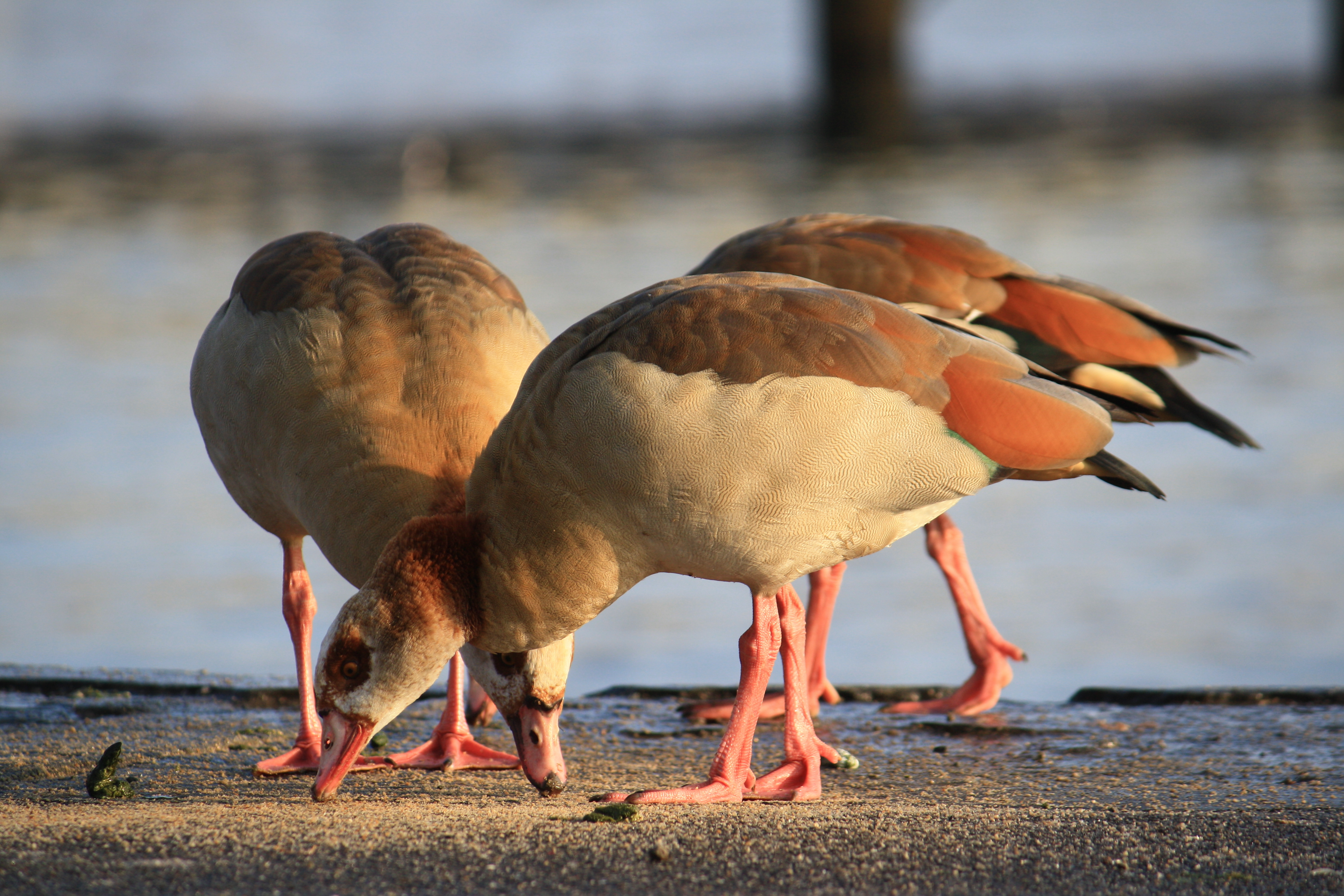
Three adults at Zürichhorn on the shore of Lake Zürich, Switzerland
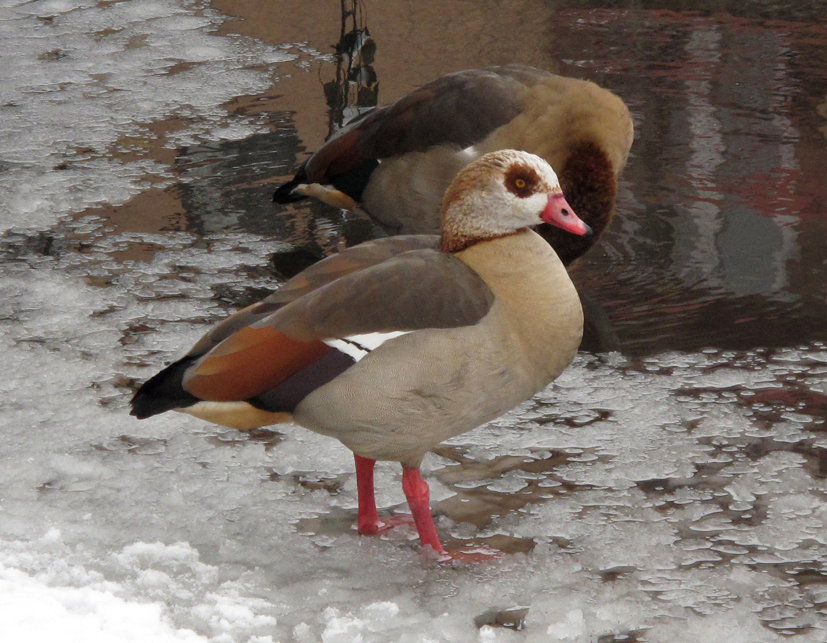
A pair in Norwich, East of England
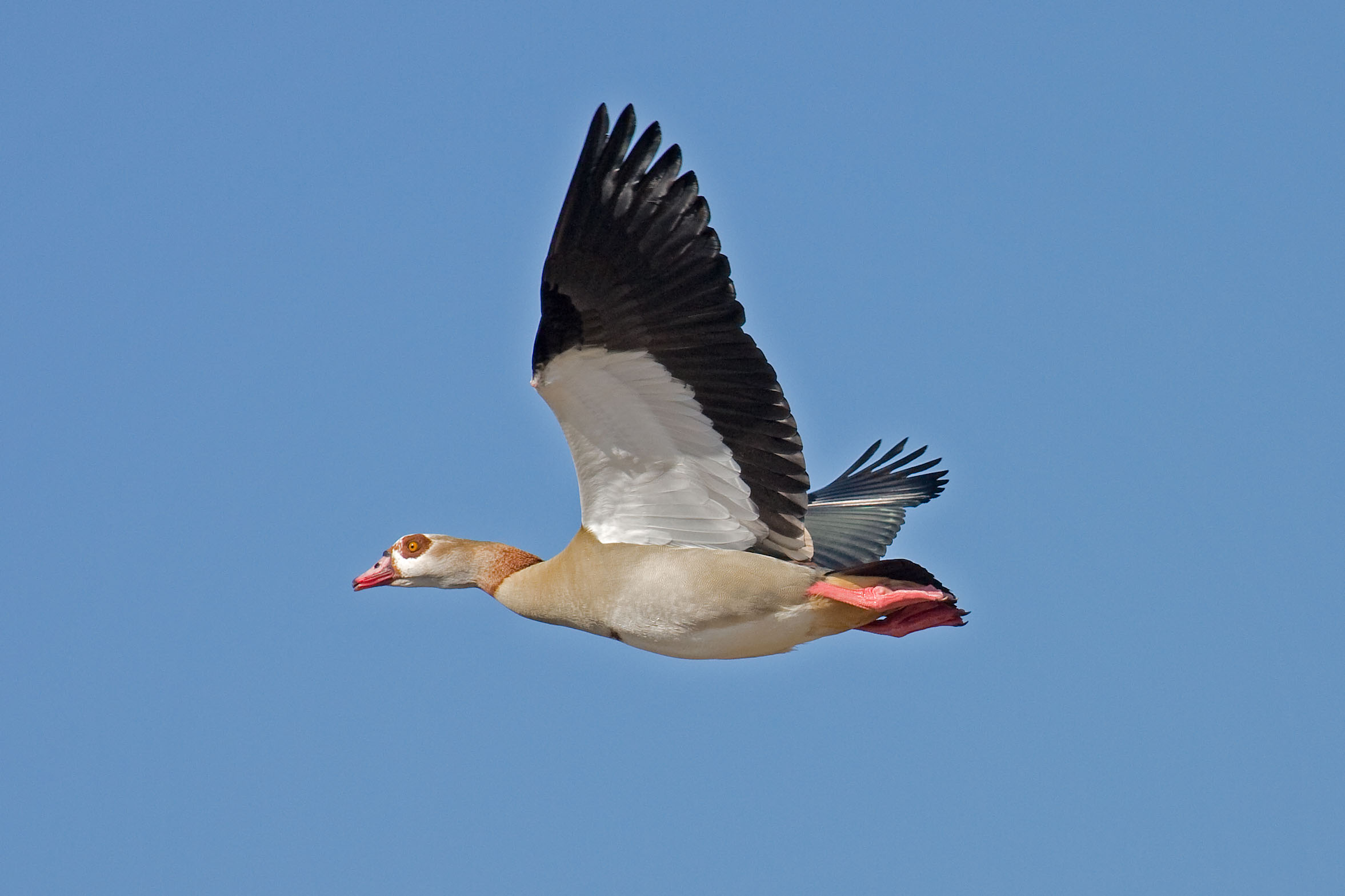
Egyptian goose in flight
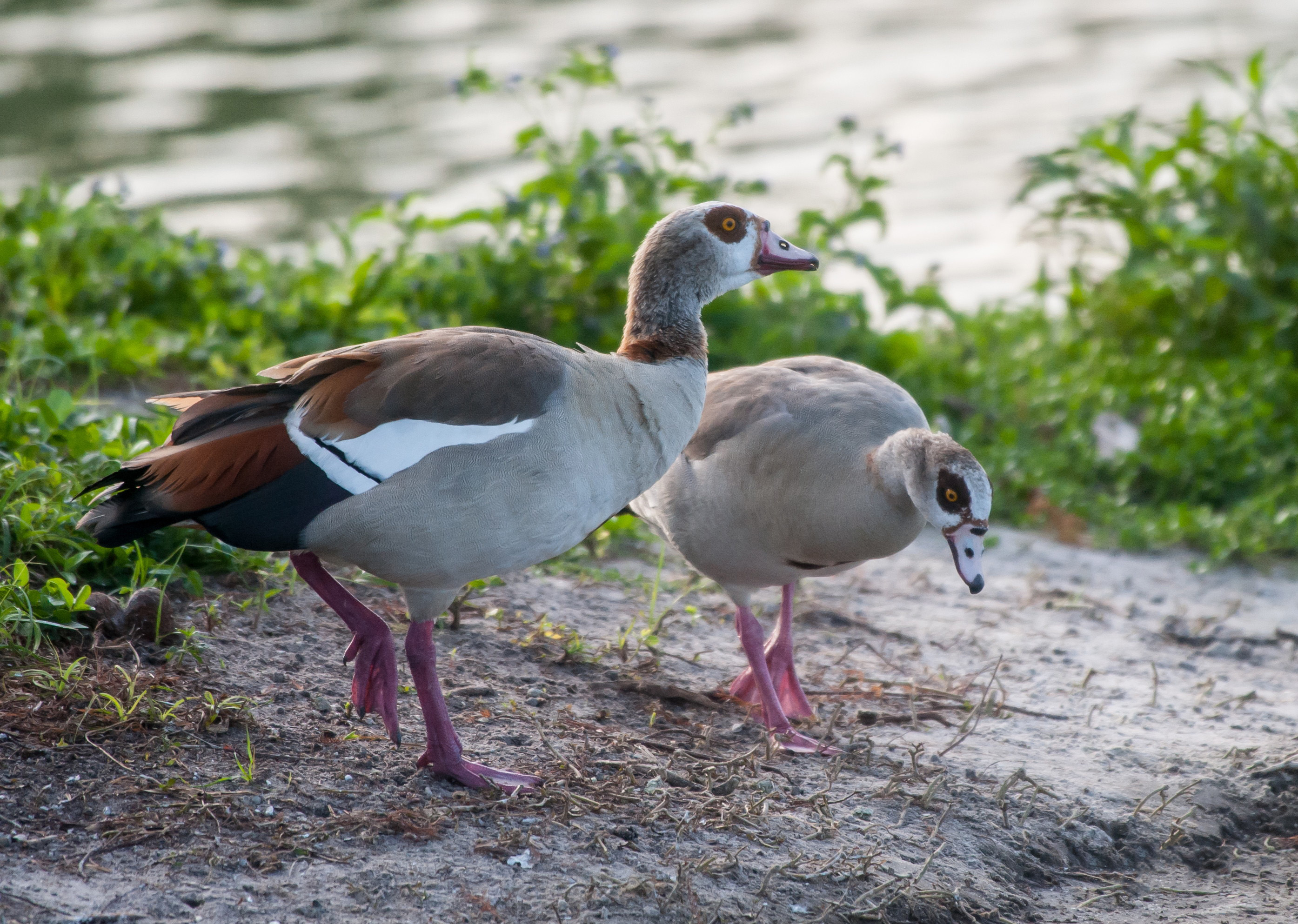
One of the several nesting pairs of Egyptian geese in Palm Beach County, Florida
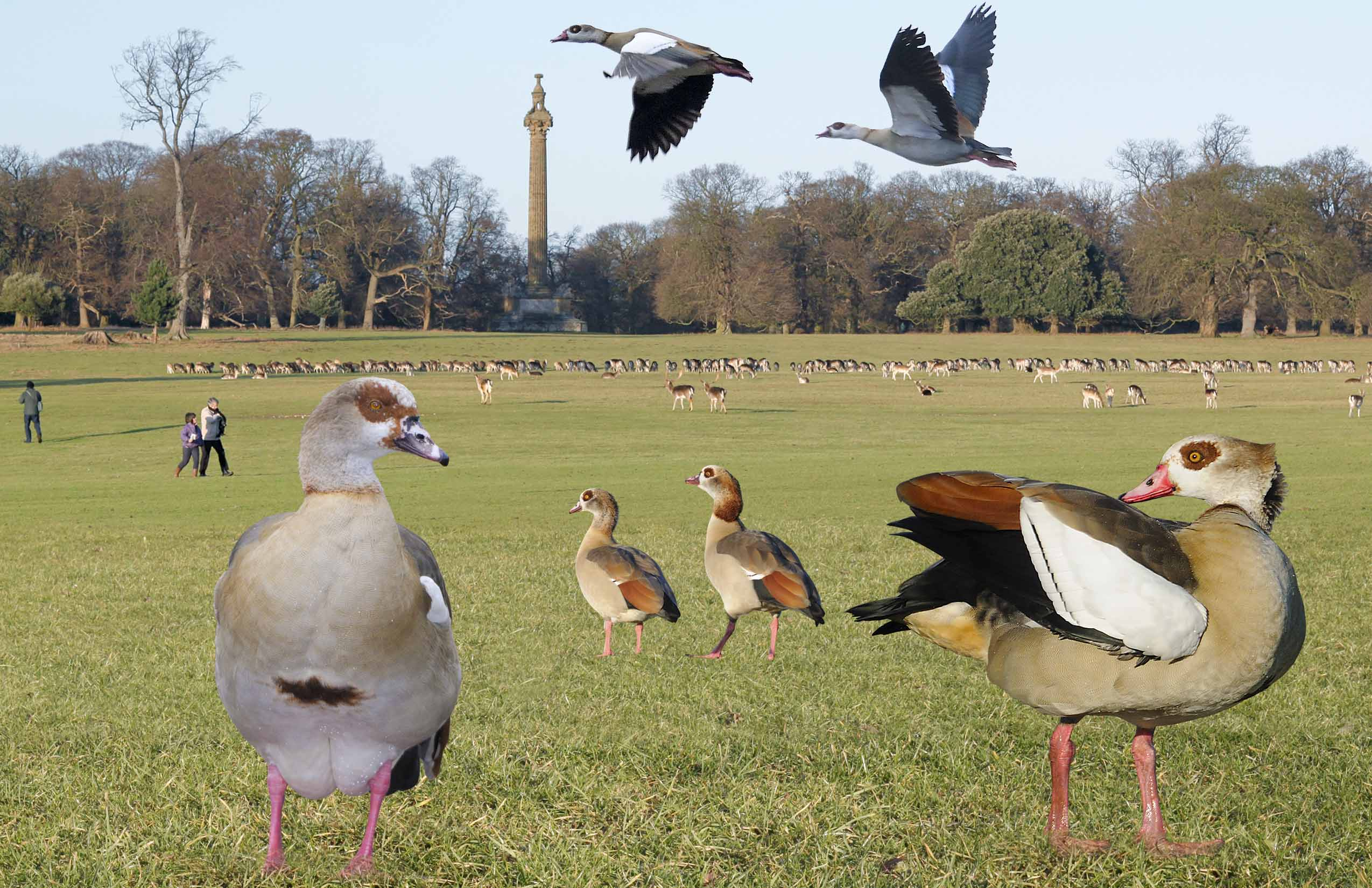
ID composite
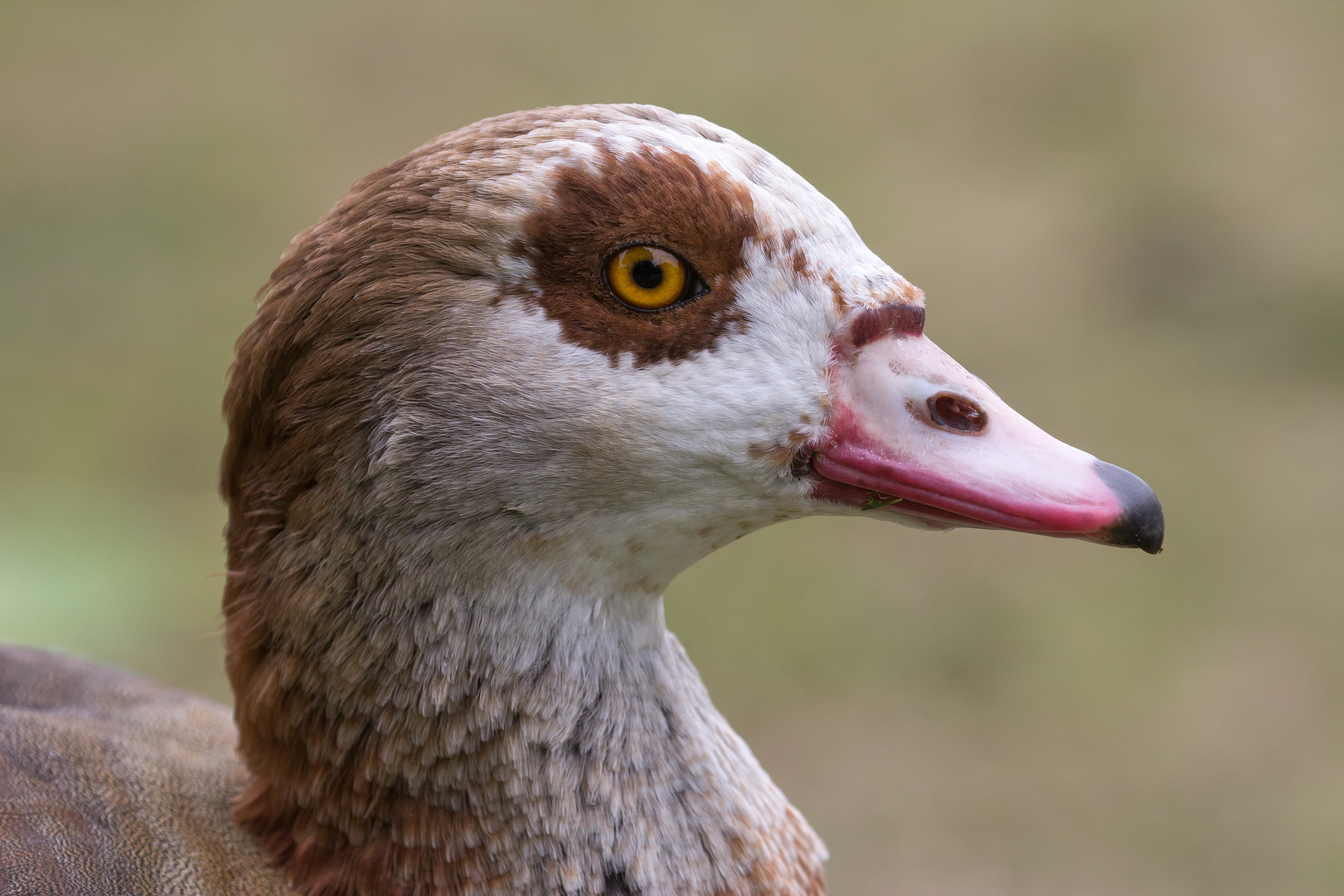
Head
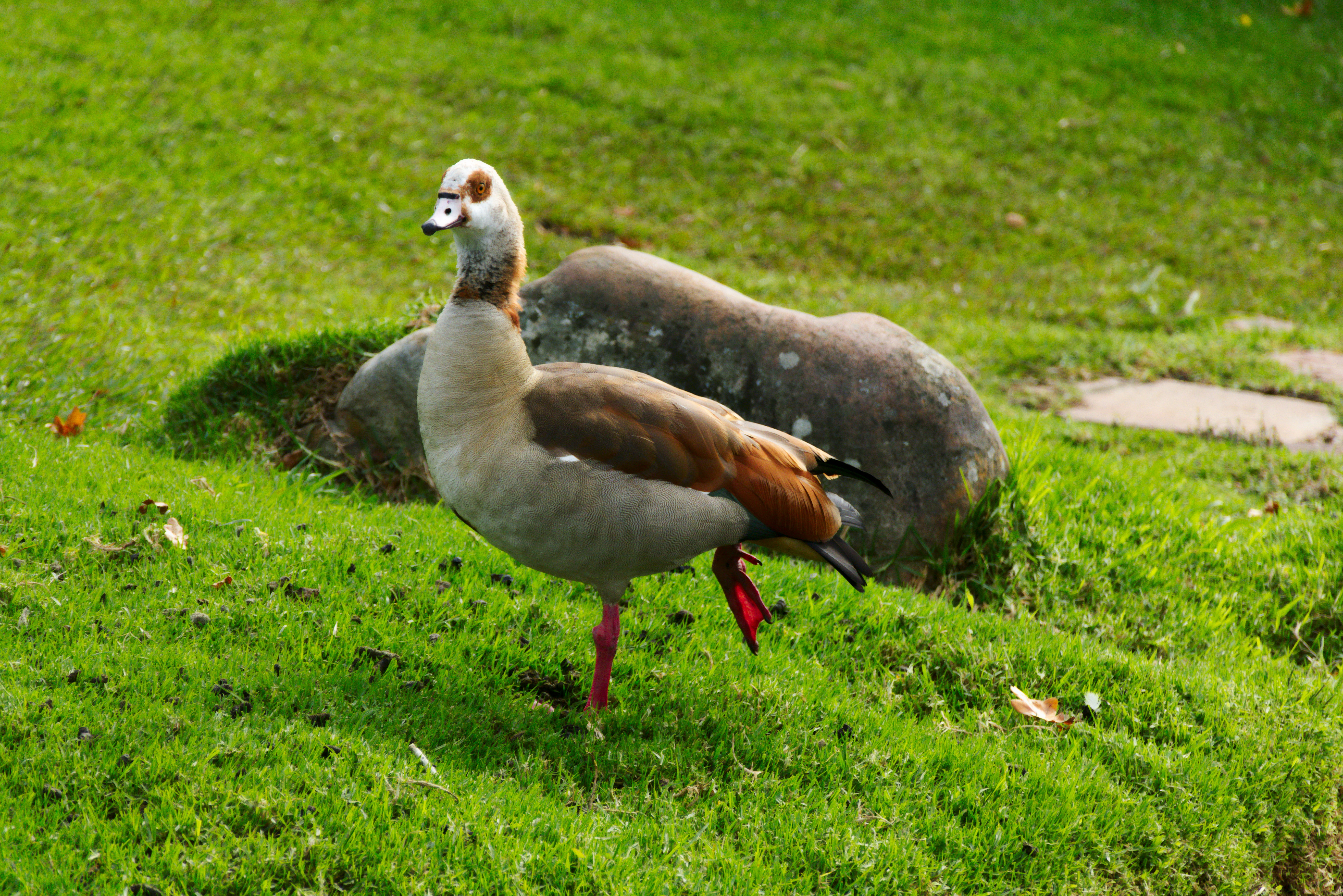
Egyptian Goose at Kirstenbosch National Botanical Garden, South Africa
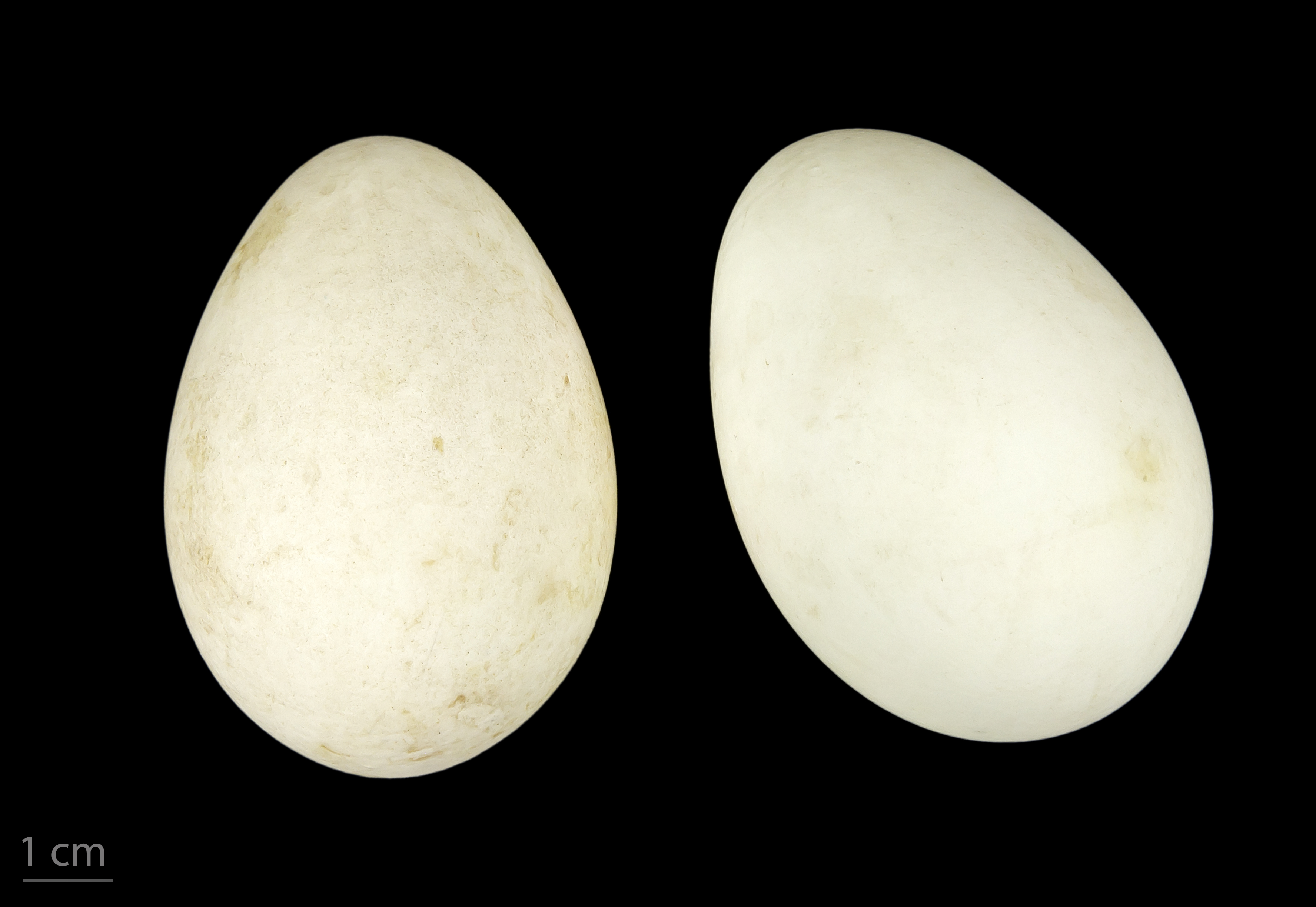
Museum specimen